# Phyllonorycter ulicicolella
Phyllonorycter ulicicolella là một loài bướm đêm thuộc họ Gracillariidae. Nó được tìm thấy ở Đảo Anh, Pháp, Ý và Hy Lạp.
Sải cánh dài 6–8 mm. Con trưởng thành bay từ tháng 6 đến tháng 8.
Ấu trùng ăn Ulex species. They mine the spines, shoots or bark of their host plant.